# Los locos defensores de la ley
Los locos defensores de la ley (en francés: Les ripoux), es una película de género comedia-policíaca francesa de 1985, dirigida por Claude Zidi y protagonizada por Philippe Noiret y Thierry Lhermitte.

## Sinopsis
La corrupción es el estado natural del sistema policial francés. El oficial René es un claro ejemplo: acepta sobornos de cualquiera, traiciona a sus compañeros con soplos y prácticamente todo lo que hace es reprochable, menos para él que es sin duda el héroe de la película.

## Reparto
- Philippe Noiret - René Boirond
- Thierry Lhermitte - François Lesbuche
- Grace de Capitani - Natasha
- Julien Guiomar - Kommissar Bloret
- Régine Zylberberg - Simone
- Claude Brosset - Vidal
- Albert Simono - Inspector Leblanc

- Premios César
  - ganadora: Mejor Película
  - ganador: Mejor Director (Claude Zidi)
  - Nominado: Mejor actor (Philippe Noiret)
  - ganadora: Mejor Montaje (Nicole Saunier)
  - Nominado: Mejor guion (Claude Zidi)